# سيسي ولد بويد
سيسي مينت الشيخ ولد بويد موريتانيّة تم تعيينها سفيرةً لموريتانيا لدى الولايات المتحدة في مارس 2021، والممثلة الدائمة السابقة لمنظمة الأمم المتحدة للتربية والعلم والثقافة اليونسكو في باريس ، ووزيرة الثقافة والشباب والرياضة الأسبق في موريتانيا.  

## تعليمها وحياتها المهنية
ولدت سيسي بويد الشيخ في 1 يناير 1970م في نواكشوط بموريتانيا. تم تعيينها سفيرة لموريتانيا لدى الولايات المتحدة في مارس 2021م.
قبل تعيينها كسفيرة لموريتانيا لدى الولايات المتحدة، شغلت سيسي بويد منصب الممثلة الدائمة لموريتانيا لدى اليونسكو من 2019-2021م. في الفترة من 2014م إلى 2018م، عملت سيسي بويد كمستشارة دولية في مجال السياسات والاستراتيجيات بالإضافة إلى الإدارة وتقييم المشاريع والتنمية المستدامة، وكذلك شغلت منصب وزيرة الثقافة والشباب والرياضة في موريتانيا من 2009-2013م، ومن 2007-2009م، شغلت منصب مديرة السياحة في وزارة التجارة والصناعة التقليدية والسياحة الموريتانية.
حصلت سيسي بويد على درجة الدكتوراه في الإدارة الإستراتيجية والتشغيلية للخدمات اللوجستية من معهد الإدارة الصناعية في مدينة ليل، فرنسا. درست سيسي في جامعة ليل حيث حصلت على دبلوم المستوى في التنمية السياحية ومجالات التخطيط والثقافة والرياضة وحصلت على درجة البكالوريوس في الإدارة والتنظيم في مجال السياحة والفندقة من المعهد الدولي للسياحة في طنجة ، المغرب ، ISIT من عام 1988م إلى 1992م.
شغلت سيسي بويد مهمة في قطاع السياحة في موريتانيا، وشغلت منصب نائبة مدير مكتب السياحة الوطني حيث شاركت في المعارض السياحية ونشرت موريتانيا كوجهة سياحية من 2002م إلى 2007م قبل ترقيتها إلى منصب مديرة السياحة المنسقة للاستراتيجية الوطنية لـ تنمية السياحة من 2007م إلى 2009م. عينها رئيس الوزراء مولاي ولد محمد لغظف وزيرة الثقافة والشباب والرياضة من 2009م إلى 2013م. وفي عام 2018م، تم تعيينها سفيرة لموريتانيا لدى منظمة الأمم المتحدة للتربية والعلم والثقافة (اليونسكو)، ثم نُقلت بعد ذلك إلى أمريكا.  
تنحدر سيسي بويد من عائلة مؤثرة في موريتانيا ومرتبطة جيدًا بالقيادة الموريتانية، لا سيما في الجيش. كان والدها من أوائل العقداء في البلاد، وشقيقها جنرال في الجيش.
سيسي بويد متزوجة من مواطن أمريكي أصله من موريتانيا يدعى محمد عمار، وهو دكتور في الفيزياء والكيمياء، ولديها ابن يبلغ من العمر 22 عامًا. في عام 2013م، تم عزل سيسي بويد من منصب وزيرة الثقافة والشباب والرياضة بعد أن تورط زوجها السابق في فضيحة فساد حيث زُعم أنه استخدم خدمات شخصية للفوز بمناقصة بناء ملعب في نواذيبو. ولم توجه اتهامات إلى زوجها السابق ولم يتم تبرئته بالكامل من ارتكاب أي مخالفات في القضية. وتراجع عن محاولته بعد احتجاجات شعبية. لم تكن سيسي بويد متورطة بشكل شخصي في التحقيق المتعلق بزوجها السابق ولكن مع ذلك تم عزلها من مكتبها. إنها تتقن الفرنسية والعربية، وتتقن اللغتين الإنجليزية والإسبانية.